# 마라카이

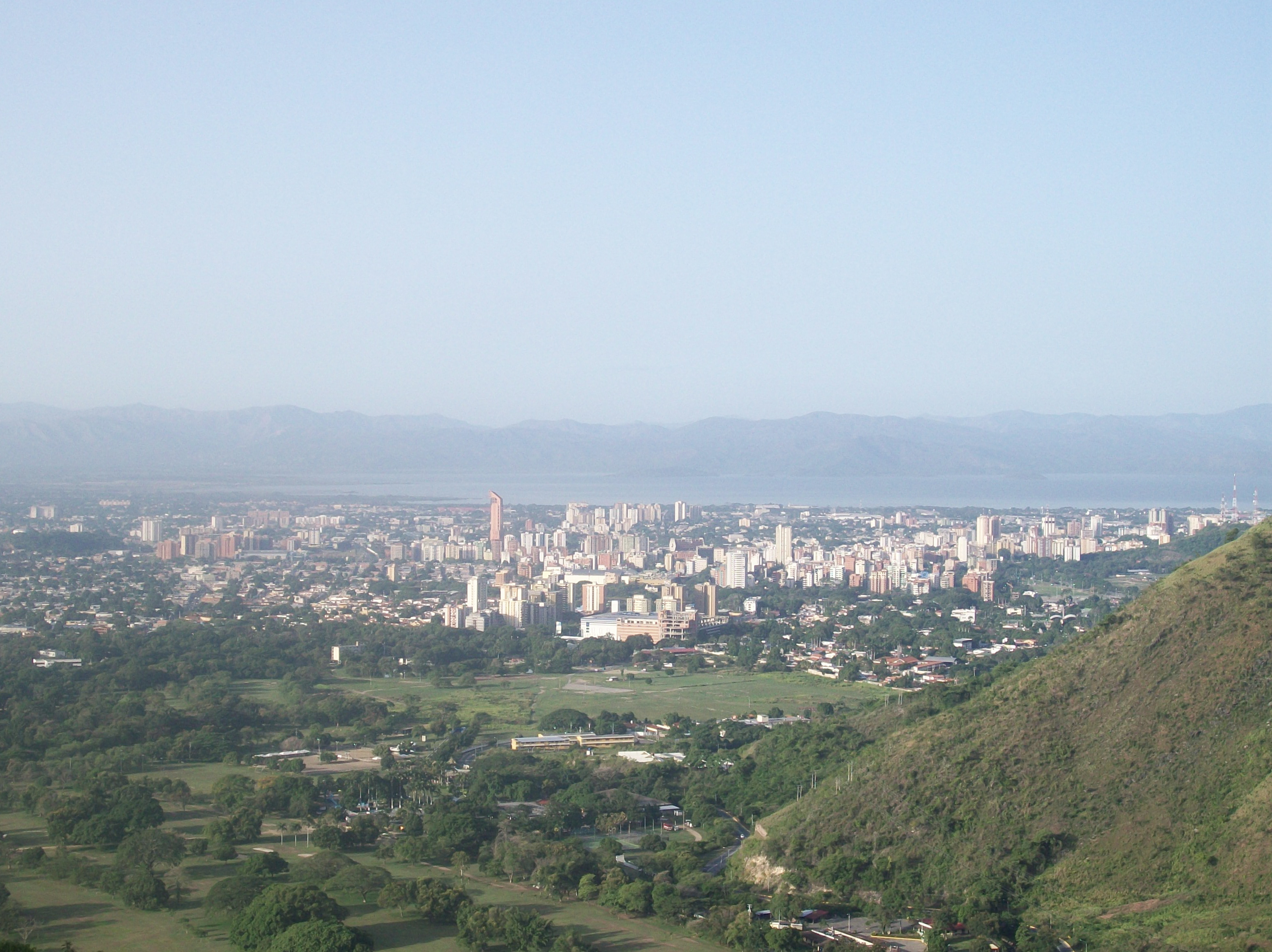
마라카이

마라카이(Maracay)는 베네수엘라 아라과 주의 주도로, 인구는 1,754,256명이다.